# Michael ten Hompel

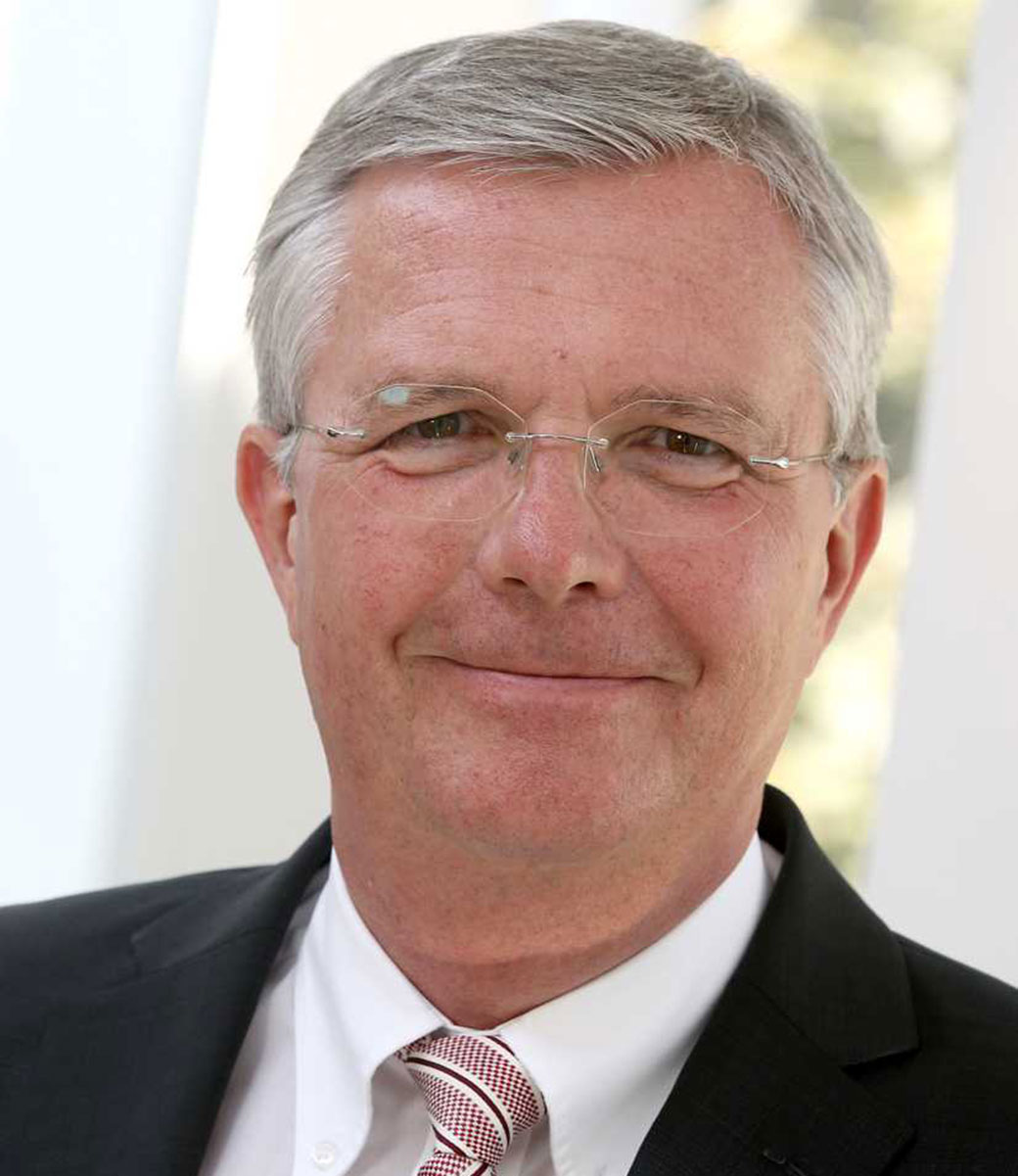
Michael ten Hompel (2018)

Michael ten Hompel (* 19. November 1958 in Bergisch Gladbach) war Professor an der Technischen Universität Dortmund, dort Inhaber des Lehrstuhls für Förder- und Lagerwesen und geschäftsführender Institutsleiter am Fraunhofer-Institut für Materialfluss und Logistik. Seit dem 1. April 2024 ist er im Ruhestand, bleibt aber im Direktorium des Lamarr-Instituts für Maschinelles Lernen und Künstliche Intelligenz.

## Leben
Ten Hompel studierte Elektrotechnik mit der Fachrichtung technische Informatik an der RWTH Aachen und machte 1985 seinen Abschluss als Diplom-Ingenieur. Anschließend arbeitete er zuerst als wissenschaftlicher Mitarbeiter am Lehrstuhl für Förder- und Lagerwesen an der Universität Dortmund, bevor er 1987 zum Fraunhofer-Institut für Materialfluss und Logistik wechselte, wo er bis 1989 tätig war.
Im Jahr 1988 gründete er die GamBit GmbH (Gesellschaft für Automation, Messtechnik und Datenverarbeitung, heute Vanderlande Industries Logistik Software GmbH) in Dortmund, deren geschäftsführender Gesellschafter er bis 2000 blieb. Das Unternehmen war vor allem im Bereich Entwicklung und Realisierung von Warehouse-Management-Systemen und Industriesteuerungen tätig. 1989 bis 1991 war er außerdem Geschäftsführer der IGS GmbH (heute die Dortmunder Filiale der IGS GmbH & Co. KG, Aachen). Mit der Entwicklung eines neuartigen Blutdruckmessgeräts promovierte er 1991 an der Universität Witten/Herdecke bei Dietrich Grönemeyer in Medizintechnik. 2000 wurde er Ordinarius des Lehrstuhls für Förder- und Lagerwesen der Technischen Universität Dortmund und Institutsleiter des Fraunhofer-Instituts für Materialfluss und Logistik, dessen Geschäftsführung er 2004 übernahm und bis 2024 innehatte. Zum 1. April 2024 trat er in den Ruhestand.
Seit 2022 war er Direktor des Lamarr-Instituts für Maschinelles Lernen und Künstliche Intelligenz. Seit April 2024 ist er trotz Ruhestand stellvertretender Direktor als Repräsentant des Fraunhofer IML.
Ten Hompel ist verheiratet. In seiner Freizeit geht er mit seiner Frau segeln und spielt im Familienkreis eine Gibson Les Paul E-Gitarre.

## Forschungsschwerpunkte
Schwerpunkte seiner Arbeit liegen in den Bereichen Planung von Logistiksystemen, Logistiksoftware, Warehouse Management, Identtechnik und in der Entwicklung von Materialflusssystemen. Er gilt als einer der Väter des „Internet der Dinge“ und war maßgeblich an der Entwicklung der „Shuttle-Technologie“ und der „Zellularen Intralogistik“ beteiligt. 2010 initiierte er mit 120 Mitgliedsfirmen und 11 Forschungseinrichtungen den BMBF-Spitzencluster EffizienzCluster LogistikRuhr und ist maßgeblich an der Gründung des „LogistikCampus“, einem interdisziplinären Forschungszentrum für Logistik und Supply Chain Management der TU Dortmund beteiligt.  Weitere strategische Initiativen, an deren Entwicklung ten Hompel maßgeblich beteiligt war, sind unter anderem das „Innovationslabor Hybride Dienstleistungen in der Logistik“, „digital in nrw - das Kompetenzzentrum für den Mittelstand“, „Leistungszentrum Logistik und IT“, der „Digital Hub Logistics Dortmund“ und die Stiftung „Open Logistics Foundation“.

## Engagements
- Member of the board of IDS International Data Spaces Association e.V.
- Mitglied des Management Board des Kompetenzzentrums Maschinelles Lernen Rhein-Ruhr (ML2R)
- Wissenschaftlicher Beirat und Sherpa der Plattform Industrie 4.0
- Gründungsmitglied und Vorstand der Graduate School of Logistics (TU Dortmund)
- Board Member European Technology Platform (ETP) ALICE
- 2014–2018 auch Institutsleiter am Fraunhofer-Institut für Software- und Systemtechnik
- Seit 2010 Vorsitzender des EffizienzCluster LogistikRuhr – dem Spitzencluster des BMBF zum Thema Logistik und Supply Chain Management
- 2006–2018 Mitglied des Vorstandes der Bundesvereinigung Logistik (BVL)
- Seit 2005 Mitglied des Hauptvorstandes des BITKOM
- Gründungsmitglied der Wissenschaftlichen Gesellschaft für Technische Logistik WGTL
- Vorsitzender des EffizienzCluster – dem Spitzencluster des BMBF zum Thema Logistik und Supply Chain Management
- Gründungsmitglied und 2006–2016 Sprecher des Direktoriums der Fraunhofer Academy
- Vorsitzender des Herausgeberrates des Logistics Journals
- Series Editor of Lecture Notes in Logistics, Springer
- Gründungsvorsitzender des Kuratoriums der Stiftung Open Logistics Foundation 2021–2024[6]

## Ehrungen
- seit ca. 2011: Mitglied der Deutschen Akademie der Technikwissenschaften[7]
- 2012: Mitglied der Hall of Fame der Logistik[1]
- 2017: Ehrendoktor der Universität Miskolc, Ungarn[8]
- 2018: Bürger des Ruhrgebiets[9]
- 2018: Goldene Ehrennadel der Bundesvereinigung Logistik (BVL)[9]
- 2019: Hermes Verkehrs.Logistik.Preis (Hermes Logistics Award, Wien) – Ehrenpreis International[9]
- 2020: Innovationspreis des Landes NRW in der Kategorie „Ehrenpreis“[9]
- 2023: Bundesverdienstkreuz am Bande[10]
- 2024: Dortmunder Dialogpreis, gemeinsam mit dem Fraunhofer IML[11]

## Veröffentlichungen (Auswahl)
- ten Hompel, Michael, Michael Schmidt, Carina Culotta, Marius Brehler, Estelle Duparc, Jens Leveling, Andreas Nettsträter, and Hendrik van der Valk (19. Mai 2022).  Open Source als Innovationstreiber für Industrie 4.0.  München, Deutschland: Deutsche Akademie der Technikwissenschaften (acatech).  doi:10.48669/fb40_2022-2.
- mit Thorsten Schmidt und Johannes Dregger: Materialflusssysteme. Förder- und Lagertechnik. 4. Auflage. Springer, Berlin u. a. 2018, ISBN 978-3-662-56180-5.
- F. Heistermann, M. ten Hompel, T. Mallée: Digitalisierung in der Logistik. BVL Positionspapier. 2017.
- W. Delfmann, M. ten Hompel, W. Kersten, T. Schmidt, W. Stölzle: Logistik als Wissenschaft. BVL Positionspapier. 2017.
- B. Vogel-Heuser, T. Bauernhansl, M. ten Hompel (Hrsg.): Handbuch Industrie 4.0. Band 1: Produktion. (= Springer Reference Technik). 2., erweiterte u. bearb. Auflage. Springer, 2017, ISBN 978-3-662-45278-3.
- B. Vogel-Heuser, T. Bauernhansl, M. ten Hompel (Hrsg.): Handbuch Industrie 4.0. Band 2: Automatisierung. (= Springer Reference Technik). 2., erweiterte u. bearb. Auflage. Springer, 2017, ISBN 978-3-662-53247-8.
- B. Vogel-Heuser, T. Bauernhansl, M. ten Hompel (Hrsg.): Handbuch Industrie 4.0. Band 3: Logistik. (= Springer Reference Technik). 2., erweiterte u. bearb. Auflage. Springer, 2017, ISBN 978-3-662-53250-8.
- B. Vogel-Heuser, T. Bauernhansl, M. ten Hompel (Hrsg.): Handbuch Industrie 4.0. Band 4: Allgemeine Grundlagen. (= Springer Reference Technik). 2., erweiterte u. bearb. Auflage. Springer, 2017, ISBN 978-3-662-53253-9.
- acatech (Hrsg.), M. ten Hompel (Projektleitung): Kompetenzen für Industrie 4.0. (= acatech POSITION). Springer, 2016.
- P. Ittermann, J. Niehaus, H. Hirsch-Kreinsen, J. Dregger, M. ten Hompel: Social Manufacturing and Logistics - Gestaltung von Arbeit in der digitalen Produktion und Logistik. TU Dortmund, 2016. ISSN 1612-5355
- M. ten Hompel, M. Putz, A. Nettsträter: Social Networked Industry - Für ein positives Zukunftsbild von Industrie 4.0. Fraunhofer-Leitprojekt E3-Produktion. Fraunhofer 2016. (www.e3-produktion.de)
- H. Zijm, M. Klumpp, U. Clausen, M. ten Hompel: Logistics and Supply Chain Innovation. (= Lecture Notes in Logistics). Springer, 2015, ISBN 978-3-319-22287-5.
- mit Volker Sadowsky und Maria Beck: Kommissionierung. Materialflusssysteme 2 – Planung und Berechnung der Kommissionierung in der Logistik. Springer, Berlin u. a. 2011, ISBN 978-3-540-29622-5.
- mit Willibald Günthner (Hrsg.): Internet der Dinge in der Intralogistik. Springer, Berlin u. a. 2010, ISBN 978-3-642-04895-1.
- mit Hubert Büchter und Ulrich Franzke: Identifikationssysteme und Automatisierung. Springer, Berlin u. a. 2008, ISBN 978-3-540-75880-8.
- mit Hans-Jörg Bullinger (Hrsg.): Internet der Dinge. www.internet-der-dinge.de. Springer, Berlin u. a. 2007, ISBN 978-3-540-36729-1.